# Stena AB
 Der er for få eller ingen kildehenvisninger i denne artikel, hvilket er et problem. Du kan hjælpe ved at angive troværdige kilder til de påstande, som fremføres i artiklen.

Stena AB er et svensk konglomerat, som er baseret i Göteborg. De driver virksomhed indenfor rederi, fragt, energi, fast ejendom og finansiering. Stena AB er et i blandt tre selskaber i den familieejede Stena-sfære, som består af selskaberne Stena AB, Stena Sessan AB og Stena Metall AB. Sten A Olsson etablerede Sten A Olsson Metallprodukter i 1939. I 1962 indledte de færgetrafik til Danmark igennem færgerederiet Stena Line. Virksomheden er majoritetsejet af Sten A. Olssons børn: Dan Sten Olsson (1947-) - 51 %, Stefan Sten Olsson (1949-) - 24,5 % og Madeleine Olsson Eriksson (1945-) - 12,5 %.

## Datterselskaber
Virksomheden har adskillige datterselskaber:
- Stena Line (færgerederi)
- Stena Fastigheter
- Concordia Maritime
- Stena Bulk
- Stena RoRo
- Stena Offshore
- Stena Finans
- Aductum
- Stena Drilling
- Sembo